# Robert Del Naja
Robert Del Naja, 3D (ur. 21 stycznia 1966 w Bristolu) – brytyjski muzyk, kompozytor i wokalista, a także artysta grafik, tworzący zwłaszcza graffiti. Założyciel i wokalista zespołu Massive Attack.
Jako muzyk występował w bristolskim sound systemie The Wild Bunch. W 1987, wraz z Andrew Vowlesem („Mushroom”) i Grantem Marshallem („Daddy G”), założył zespół Massive Attack. Zespół tworzył również ścieżkę dźwiękową obrazu Danny the Dog (2005) oraz współtworzył do soundtrack filmu Gomorra (2008)potrzebne źródło. Tymczasem Del Naja, jako wokalista, współpracował również m.in. z zespołem UNKLEpotrzebne źródło.